# 슈로더
슈로더(Schroders plc)은 영국 런던에 본사를 둔 자산 운용 회사이다. 1804년에 설립되었다. 런던 증권거래소에 상장되어 있으며 FTSE 100 인덱스에도 속해 있다. 2021년 3월 기준, 관리 중인 자산은 $ 9,240억으로, 세계 30위권이며 전세계적으로 32개의 사무실에 5,000여명의 직원을 고용하고 있다.

## 이름의 유래
슈로더라는 이름은 독일 함부르크 출신으로 한자동맹 시절부터 이름을 떨친 슈로더 가문에서 유래하였다. 가문의 일원 중 런던에 정착한 슈로더 가문의 J. 하인리히 슈로더가 19세기 초 현재의 슈로더를 설립하였고, 2017년 기준 슈로더 가문이 보통주의 47.93%를 보유 중이다.

## 주식
슈로더의 주식은 두 개의 등급(class)으로 나뉜다: 의결권이 있는 SDR.L 주식과 의결권이 없는 SDRt.L로 나뉜다.

## 역사
슈로더의 역사는 1804년으로 거슬러 올라간다. 요한 하인리히 슈로더(Johann Heinrich Schröder)는 당시 그의 형제와 함께 런던의 한 회사의 파트너가 되었고, 이를 기반으로 1818년 J. 헨리 슈로더 & Co.라는 투자은행을 설립하였다.
슈로더는 1923년 뉴욕에서 슈로뱅코(J Henry Schroder Banking Corporation, ('Schrobanko'))이라는 이름으로 상업은행 분야에 진출하였다. 1959년에는 J 헨리 슈로더 & Co. Ltd (J. Henry Schroder & Co. Ltd)라는 이름으로 런던 증권거래소에 상장하였다. 이후 1962년 헐버트, 와그 & Co.(Helbert, Wagg & Co)라는 업계 최대 증권발행회사를 인수합병하였다.
1986년 슈로더는 미국 상업은행 부문인 슈로뱅코를 매각하였고, 뉴욕의 중견 투자은행이었던 워트하임 & Co (Wertheim & Co)의 지분 50%를 인수하였다. 이로써 슈로더의 뉴욕사무소는 런던사무소와 유사하게 투자은행업에 집중할 수 있게 되었다.
슈로더는 1980년대 영국 정부의 민영화 작업에 있어서 핵심적 역할을 하며 해당 시기 큰 성장을 하였다.
2000년 슈로더는 기업의 투자 은행 부문을 £13억에 시티그룹에 매각하였다. 2013년에는 경쟁 자산운용사였던 Cazenove를 £4.24억에 합병하였고, 2020년에는 약 £30억의 자산을 관리하던 Sandaire Investment Office를 인수하였다.

## 대한민국에서
슈로더는 1994년에 서울에 대한민국 사무소를 개설하였다.

2001년에는 서울 사무소를 법인화하며 슈로더투자신탁운용을 설립하였다.

## 전현직 직원

### 경영진
- 죠프레이 벨 - 인베스텍의 회장(1987 - 1993), 그룹 오브 서티의 창립자.
- 앤드류 나이트 - 《이코노미스트》 편집자 (1974 - 1986).

### 정치인 / 관료
- 데이비드 오길비 - 챔벌린 경 (1984 - 1997).
- 고든 리차드슨 - 영란은행 행장 (1973 - 1983).
- 제임스 울펜슨 - 세계은행 그룹 회장(1995 - 2005).

## 같이 보기
- 애버리 록펠러 - 록펠러 가의 일원

## 참고 문헌
- Schroders, Merchants & Bankers by Richard Roberts: published by Macmillan Press Ltd 1992